# Savage Grace
Savage Grace è un film del 2007 diretto da Tom Kalin ed interpretato da Julianne Moore, presentato nella sezione Quinzaine des Réalisateurs al 60º Festival di Cannes.

## Trama
Il film è basato su un romanzo scritto da Natalie Robins e Steven M.L. Aronson, che racconta la vera storia di Barbara Daly, donna di umili origini moglie di Brooks Baekeland, erede dell'inventore della bachelite Leo Baekeland. La donna fu assassinata dal figlio il 17 novembre 1972. Il fatto di cronaca colpì molto l'opinione pubblica sia della Gran Bretagna che degli Stati Uniti, anche a causa del rapporto morboso ed incestuoso che la donna instaurò con il figlio, dopo che Barbara scoprì l'omosessualità del ragazzo.

## Produzione
Il film poté contare su un Budget di 4.600.000 dollari americani.

## Accoglienza

### Incassi
L'opera incassò nel mondo 1.432.799 dollari americani.

### Critica
I critici hanno dato al film voti altalenanti. L'aggregatore di recensioni Rotten Tomatoes ha dato al film una valutazione positiva del 38%, basata su 89 recensioni - con la premessa che "sebbene visivamente convincente, i personaggi deprimenti di Savage Grace rendono difficile la visione". Metacritic, un altro aggregatore di recensioni, ha riportato che il film aveva un punteggio medio di 51 su 100, basato su 28 recensioni.
Peter Bradshaw del Guardian, ha dato al film quattro stelle su cinque, descrivendolo come "un film avvincente, freddo, brillante e tremendamente recitato".

## Riconoscimenti
- 2009 - Independent Spirit Awards
  - Nomination Miglior sceneggiatura a Howard A. Rodman
- 2007 - Festival di Cannes
  - Nomination Premio Speciale della Giuria Un Certain d'Or a Tom Kalin
- 2008 - Women Film Critics Circle Awards
  - Hall of Shame

## Casi mediatici
Dopo l'uscita del film, l'ex amante di Baekeland, Samuel Adams Green (interpretato da Hugh Dancy nel film), ha scritto un articolo sottolineando che gli elementi del film erano di fatto inesatti. Riferendosi alla scena ménage à trois di Barbara, Antony e Sam che fanno sesso, scrisse:
È vero che quasi 40 anni fa ho avuto una relazione con Barbara, ma certamente non ho mai dormito con suo figlio ... Né sono bisessuale. ... Ha iniziato a dire alla gente che aveva avuto una relazione incestuosa con suo figlio per avere un motivo valido per "curarlo" dall'omosessualità ... Ma non credo che abbia fatto sesso con Tony.
Green ha quindi intrapreso un'azione legale contro i registi, che era ancora irrisolta al momento della sua morte.